# Harold Lewis
Pour les articles homonymes, voir Lewis.
Harold « Hal » Lewis (1er octobre 1923 à New York - 26 mai 2011) est un physicien américain, un professeur émérite de physique et un ancien directeur du département de physique de l'université de Californie à Santa Barbara. En 2010, après 67 ans d'adhésion, il démissionne de l’American Physical Society, critiquant sa politique sur le réchauffement climatique.

## Biographie
Harold Warren Lewis est né le 1er octobre 1923 à New York. Son père est un vendeur de textiles qui a immigré de la Russie. Sa mère est Américaine.
En 1940, il commence des études à l'université de New York et obtient un baccalauréat en physique. De 1943 à 1944, il complète une maîtrise de l'université de Californie à Berkeley avant de s'engager dans l'US Navy, où il est technicien en électronique pendant la Seconde Guerre mondiale. Après la guerre, il retourne à Berkeley et complète son doctorat en physique sous la supervision de Robert Oppenheimer. Il se spécialise en physique des hautes énergies (rayons cosmiques et particules élémentaires). Par principe, avec d'autres physiciens de Berkeley, il refuse de signer un serment de loyauté pendant le maccarthysme et, en 1950, il rejoint l'université de Princeton. Plus tard, quand Berkeley lui offre à nouveau le même poste, il préfère travailler pour le compte des Bell Labs où il étudie des matériaux supraconducteurs. En 1956, il accepte une offre de l'université du Wisconsin à Madison, où il travaille sur la physique du solide et les plasmas. En 1964, il quitte pour l'université de Californie à Santa Barbara où il occupe un poste de professeur, puis de directeur, du département de physique.
De 1966 à 1973, Lewis est président du Comité JASON, où il travaille sur les systèmes de défense anti-missiles. Il a longtemps été membre du Defense Science Board (DSB, un comité de civils qui conseille le gouvernement des États-Unis sur la science et la technologie), et a présidé un groupe de travail du DSB (avec Stephen Schneider) qui s'est penché sur l'hiver nucléaire. Lewis est un spécialiste de la sécurité des centrales nucléaires. En 1975, il supervise une étude d'un an sur la sécurité des réacteurs à eau légère pour le compte de l’American Physical Society (APS). De 1977 à 1979, Lewis a présidé le comité Risk Assessment Review (examen de l'évaluation des risques) pour le compte de la Commission de réglementation nucléaire des États-Unis.
Lewis est fellow de l'APS. En 2010, après 67 ans d'adhésion, il fait parvenir une lettre de démission, mentionnant que l'APS est « corrompue » par le « torrent d'argent » issu des subventions gouvernementales. Sa lettre avance que la mission de l'organisme est passé de la recherche du progrès scientifique à la suppression des données scientifiques dans le but de recevoir encore plus de subventions. La majeure partie de sa lettre critique l'organisme pour sa participation à la « fraude du réchauffement climatique profitant de (littéralement) milliards de dollars qui a corrompu tant de scientifiques et qui a auparavant emporté l'APS comme une vague traitresse ». Il ajoute que la perte de cet argent serait dévastateur pour cet organisme,. Dans sa lettre ouverte au président de l'APS, Lewis qualifie la « fraude du réchauffement climatique » comme « la plus grande et la mieux réussie de toutes les fraudes pseudoscientifiques que j'ai observées pendant ma longue carrière de physicien »,.
Vers la fin de 2010, Lewis joint l’Academic Advisory Council de la Global Warming Policy Foundation (GWPF), qui a publié sa lettre de démission en octobre 2010. Sa lettre lui apporte une certaine renommée parmi les sceptiques du réchauffement climatique. L'APS a répliqué en critiquant les accusations de Lewis, tout en défendant sa politique.
En 1990, Lewis a publié un ouvrage, Technological Risk, sur les compromis à faire entre le progrès technologique et les risques qui en découlent et un ouvrage sur la prise de décision. En 1991, il a reçu un Science Writing Award (en) pour son ouvrage Technological Risk,.
Lewis est mort le 26 mai 2011. Il a deux frères plus âgés. Avec sa femme Mary, qu'il a rencontrée à Berkeley, il a deux enfants.

## Publications
- (en) H. W. Lewis, Technological Risk, W.W.Norton, 1990, 368 p. (ISBN 978-0-393-02883-6, présentation en ligne)
- (en) H. W. Lewis, Why Flip a Coin : The Art and Science of Good Decisions, Wiley, 1997, 224 p. (ISBN 978-0-471-16597-2)

### Citations
1. ↑  (en) « global warming scam, with the (literally) trillions of dollars driving it, that has corrupted so many scientists, and has carried APS before it like a rogue wave »
2. ↑  (en) « the greatest and most successful pseudoscientific fraud I have seen in my long life as a physicist »